# ゴジラ・モスラ・キングギドラ 大怪獣総攻撃
『ゴジラ・モスラ・キングギドラ 大怪獣総攻撃』（ゴジラ モスラ キングギドラ だいかいじゅうそうこうげき）は、2001年12月15日に公開された日本映画で、ゴジラシリーズの第25作である。カラー、シネマスコープ、ドルビーデジタル。略称は『GMK』。監督は金子修介、主演は新山千春。
併映は『劇場版 とっとこハム太郎 ハムハムランド大冒険』。

## 概要
「ゴジラミレニアムシリーズ」の第3作。本作品では、ゴジラの存在は第1作のみを踏まえて前後シリーズとの関係性がなく、それ以後の日本に怪獣はまったく現われなかったと設定されている。主要襲撃地点は、太平洋、孫の手島（架空の島）、静岡県と山梨県の富士山麓、神奈川県、新潟県、鹿児島県。
本作品でのゴジラは「太平洋戦争で落命した人間の怨念を背負った負の存在」と言及されるなど、感情移入を拒む恐怖の対象や悪の権化として描かれ、戦争のメタファーとしての要素が強調されている。ストーリーや設定は、オカルト要素が強いものとなっている。ゴジラの出現および攻撃により、命を落とす犠牲者の姿が多く描かれているのも特徴である。怪獣同士の戦いも生々しい肉弾戦が主体となっている。
監督は、平成ガメラ3部作の金子修介が務めた。特殊技術の神谷誠は、平成VSシリーズと平成ガメラ3部作の両方に参加していた。

## ストーリー
1954年に日本を襲ったゴジラを防衛軍が撃退してから、半世紀が経とうとしていた。2002年、防衛軍はグアム島沖にて消息を絶ったアメリカ海軍の原子力潜水艦を救助するため、特殊潜航艇「さつま」に出動命令を下す。現場に向かった同艇のクルー・広瀬裕中佐は、原潜の残骸付近を青白く光りながら移動する謎の巨大生物の背びれを目の当たりにする。防衛軍准将の立花泰三は、ゴジラ襲来への警戒に乗り出す。
一方、新潟県・妙高山の大田切トンネル（架空のトンネル）では暴走族が突如発生した地震によって落石と土砂の下敷きとなり、鹿児島県・池田湖では盗品でパーティーを開いて犬をいじめた11人の大学生が翌日、白い繭に包まれた状態の遺体で発見されるという怪事件が続出する。立花の娘で「BS・デジタルQ」のリポーター・立花由里は、事件の場所が伊佐山嘉利の著書『護国聖獣伝記』に記されている3体の聖獣バラゴン・モスラ・ギドラが眠る場所に一致していることに気づくと、その謎を突き止めるために伊佐山と会う。そこで「ゴジラは太平洋戦争で死亡した人々の怨念の集合体である」と語る伊佐山の姿に、由里は彼がゴジラから日本を守るために護国聖獣を蘇らせようとしていることを知る。
ゴジラは小笠原諸島・孫の手島を壊滅させた後、静岡県・焼津港へ上陸し、そのまま東京を目指す。山梨県・本栖湖付近にはバラゴンが現れ、神奈川県箱根町の大涌谷にてゴジラに戦いを挑むが、圧倒的な力を振るうゴジラにバラゴンは敗れ去ってしまう。そんな中、池田湖ではモスラの巨大な繭が浮上し、富士の樹海の氷穴ではギドラが目覚めようとしていた。
防衛軍もゴジラの迎撃に挑むが、通常兵器はまったく効かず、その進撃を食い止められない。泰三は日野垣書記官から「50年前のゴジラ襲撃の際も通常兵器は効かず、ある科学者が開発した未知の化合物のみが効いた」との事実を防衛軍が隠蔽していたことを知らされる。
横浜に最終防衛ラインを敷いて待ち構える防衛軍の目の前で、ゴジラとモスラ、ギドラの死闘が始まり、由里も決死のリポートを行う。モスラはゴジラの放射熱線によって爆散させられるが、そのエネルギーはギドラに降り注ぎ、千年竜王キングギドラとして覚醒させる。
ゴジラとキングギドラの死闘の舞台は東京湾へと移り、泰三はゴジラを倒すべく広瀬と共に「さつま」に搭乗して突入。
キングギドラは引力光線で攻撃するがゴジラに引力光線も吸収され、ゴジラの放射熱線を浴びてキングギドラも敗北してしまうが、そこから発生した護国聖獣たちのゆらぎ攻撃を浴びたゴジラは海中に沈められ、身体からも怨念が浄化される。
それを見計らい、泰三は単身ゴジラの口から体内に突入、推進式削岩弾D-03を撃ち込んでゴジラの左肩に穴を空けた。
ゴジラは浮上し、由里たちに向けて放射熱線を吐こうとするが、泰三に空けられた穴から熱線のエネルギーが漏れ出し、耐えきれなくなったゴジラは海中で大爆発を起こした。
戦いが終わり、ゴジラの体内から無事に脱出した泰三が生還して由里と再会した。その頃、海中ではゴジラが心臓だけの姿となって、鳴動していた。

## 登場怪獣
ゴジラ（呉爾羅）

バラゴン（婆羅護吽）

モスラ（最珠羅）

キングギドラ（魏怒羅）

## 登場人物
立花 由里（）
本作品の主人公。BS・デジタルQのスタッフで、立花泰三准将の娘。20歳。
好奇心が旺盛かつ食事も庶民的で「女に生まれたくなかった」とぼやくなど、サバサバした性格。仕事中は、機動力を重視したパンツルックを好む。
妙高山にて伊佐山と遭遇したことから、ゴジラと護国聖獣との戦いに巻き込まれていく。箱根で負傷し、武田から協力を一度拒否されても、マウンテンバイクで箱根から横浜まで走行しながら危険をかえりみず、ゴジラとの戦闘をリポートする。
制作
名前は特撮テレビドラマ『ウルトラQ』の江戸川由利子に由来する。
監督の金子修介は、由里について「自由には生きているが、厳しく躾けられた女の子」と評しており、細かい仕草でも育ちの良さが出るようこだわっていた。演じる新山千春は、当初はサバサバした男っぽい役作りで臨んだが、金子とのすり合わせで一から作り直したといい、食事シーンでの手つきは何度も撮り直したと証言している。
由里はファッションにはあまり興味がないという想定で、衣裳は動きやすさを重視しつつ、ナチュラルで品があるものとしている。後半に着用しているオレンジのシャツは、汚れやダメージの具合が異なる4種類が用意された。金子作品としては初めてミニスカートを履かないヒロインである。金子は、パンツルックにした理由について「似合うものを着せただけ」と述べている。
ラストの父と再会するシーンでは、号泣しそうだったのを堪えて笑顔を見せることで由里の強さを表しており、新山は泣くのは観客に任せたと述べている。
劇中で母についての詳細は描かれていないが、金子は報道関係者であったと想定しており、由里もその情熱を受け継いでいるとしている。
新山は、由里は武田に対して人として惹かれてはいても恋愛感情はまったくなかったと想定しており、父を超える人物でなければ好きにはならないだろうと述べている。
新山はタバコを苦手としていたため、門倉の登場シーンでは演技の最中にタバコの煙でむせてしまうこともあった。
金子による初期プロットでは荒川由里という名称で、防衛海軍の杉村という恋人がいるが、武田にも想いを抱いているという恋愛模様が描かれていた。その後の検討稿では、役職をスクリプターに改められたが、金子が実際のスクリプターから劇中のような小規模な番組ではスクリプターを雇用しないことを聞き、レポーターを兼業するスタッフとなった。

武田 光秋（）
由里の友人。小説家見習いのサイエンスライター。番組の取材協力のために由里と同行する中、ゴジラと護国聖獣との戦いに巻き込まれていく。
軍人である泰三におののいたが、酔いつぶれた由里を自宅まで送ったり、自身の忠告も無視して単独でリポートする彼女に心打たれて再び共に奔走するなど、勇敢で面倒見が良い。
- 検討稿では、ホラー小説家の見習いという設定で、武田の自室のシーンは荒木泰平という別の小説家が登場する場面となっていた。横谷昌宏によるプロットでは、科学者という設定であった。

門倉 春樹（）
BS・デジタルQの企画部長。黒縁メガネにロングヘアが特徴。いつもスルメやタバコを口にしている。
普段は自分たちの作る番組を「アホ番組」と自嘲しているが、ジャーナリストとしての信念は確かで、ゴジラの追跡映像を生放送する際には自らが責任をとると名乗り出た。
- 検討稿では、由里に対してセクハラを行う上司として描かれていたが、第3稿で改められた。
- 髪の毛をいじる仕草は、演じる佐野史郎のアドリブである。

江森 久美（）
防衛軍情報管理部大佐。常に落ち着いており、情報管理室でゴジラや護国聖獣の動きを監視する。泰三をひそかに慕っている。
- 演じる南果歩は、韓国映画『JSA』をイメージしたといい、衣裳に助けられたところは大きいと述べている。

三雲 勝将（）
防衛軍中将。防衛軍きってのエリートで、准将である立花とはライバル関係にある。
ゴジラの上陸を受け、要撃司令官に任命される。冷静さに欠けた性格で、焼津港にゴジラが現れた報告を受けた際には、御殿場に現れたバラゴンの情報が錯綜したために困惑したり、モスラやギドラが出現したことを知ると取り乱すなど、事態に翻弄される。
- 演じる大和田伸也は、ゴジラの出現によって自信が崩されてしまう空軍のエリートであるという説明を金子から受け、従来のゴジラ映画よりも人間的に演じることを心がけたと述べている。

日野垣 真人（）
防衛軍軍令部書記官。50年前に防衛軍の攻撃がゴジラにまったく通用しなかったことを知る、数少ない人物の一人。

広瀬 裕（）
防衛海軍中佐。「さつま」で原潜が消息を絶ったグアム島沖の海底を探索中、ゴジラを目撃する。泰三が信頼を置く部下で、彼が横浜の「あいづ」に出向する際にも同行している。
- 名称は、日露戦争当時に軍神と称された広瀬武夫に由来するとされる。「さつま」の乗組員である女性兵士・杉野も、実在の広瀬の部下である杉野孫七に対応したものとなっており、脚本第3稿および準備稿では最終決戦で広瀬らとともに「さつま」に搭乗することとなっていたが、決定稿でカットされた。また、当初は階級が少尉であったが、決定稿で中佐に改められ、立花との関係性が強調された。
- 演じる渡辺裕之は、平成ガメラシリーズで自衛隊員役を演じており、本作品でもミリタリー系の役で起用されたことから自身と金子とのイメージに差がないと考え、同シリーズと同様の演じ方としている。『ガメラ 大怪獣空中決戦』（1995年）では、渡辺は東京タワーを誤射してしまう役どころであったが、本作品でも誤って魏怒羅を攻撃してしまう描写があり、渡辺はそれが金子の自身に対するイメージなのかもしれないと述べている。
- 渡辺は、広瀬と立花の関係性について、広瀬が亡父の面影を立花に重ねていると想定して演じていた。

丸尾 淳（）
BS・デジタルQのアシスタントディレクターで、由里の同僚。由里に好意を寄せている。酒に弱い。
由里から送信されたゴジラの追跡映像を放送した際には、由里を応援しながら番組の司会役を務めており、その際、BS・デジタルQのことを「放送界のゴミ溜め」と蔑み、門倉に「ゴミ溜めは言い過ぎだろ」と呆れられる。
- 名前は『ウルトラQ』の万城目淳に由来する。

小早川 時彦（）
防衛軍少佐。情報管理部に所属する情報検索分析の達人。妙高山の大田切トンネル事故現場に出向き、トラック運転手から事情聴取を行う。
幹部の中では年若く生真面目な好青年だが、聖獣たちに命名することを三雲に提案するなど、マニアックな一面も持つ。
- 演じる葛山信吾は、人が大勢死んでいる状況で怪獣の命名などを楽しんでいるというニュアンスのさじ加減が難しかったと述べている。
- 当初は名字のみ設定されていたが、インターネット上で熱心な葛山のファンからの質問を受け、金子が命名した。階級も当初は中佐という設定であったが、衣裳を着た葛山の姿が若々しく、広瀬とのバランスも考慮して少佐に改められた。

宮下（）
防衛軍中佐。巡洋艦「あいづ」副官で、CICを統括する。
情熱的な人物で、立花を絶対的に信頼している。

崎田（）
防衛軍大佐。巡洋艦「あいづ」艦長。

伊佐山 嘉利（）
『護国聖獣伝記』の著者で、不思議な雰囲気の老人。
古い社を荒らした容疑で本栖警察署に留置されているが、その間もなぜか護国聖獣の眠る地に姿を現している。面会した由里に、護国聖獣こそゴジラを倒すことができる唯一の存在だと語る。
ギドラを復活させた後、それを見届けながら崩れていく氷穴の中に消えていった。
後の丸尾の調査で実は50年前のゴジラ上陸時に行方不明となっていたことが判明し、その当時ですでに75歳だった。さらに、由里らが撮ったテープも伊佐山の映っている部分だけが消えていたという。
- 衣裳のポーチは、演じる天本英世がスペインにて購入した私物を用いている。

立花 泰三（）
防衛軍の准将で由里の父。50年前のゴジラによる東京襲撃で家族を失っており、妻もすでに他界している。
職務に対しては厳格であるが、普段は娘想いな父である。普段は防衛軍の官舎に住んでいるが、時折由里のマンションを訪れ、食事を供にしている。目が弱いため、サングラスを愛用している。
ゴジラとの戦闘では巡洋艦「あいづ」から作戦指揮を執り、終盤では特殊潜航艇「さつま」でゴジラに立ち向かう。その結果、ゴジラの体内からD-03を発射して命がけで傷口から脱出に成功する。
- 演じる宇崎竜童は、軍人役を演じた経験がないことから、なぜ自身が起用されたのか疑問であったといい、衣裳を着ても軍人らしい佇まいにならず、どうすればそれらしく見えるか悩んでいたと述懐している。特に敬礼の角度が難しかったと述べている。ブーツの紐の結び方は、広瀬役の渡辺裕之から教わった。
- 金子による初期プロットでは、陸海合同軍令部長立花大佐として登場しているが、由里とは無関係な人物であった。その後、脚本制作の過程で長谷川圭一によって由里の兄が軍人と設定されるが、金子が父娘とすることを提案し、両案それぞれの設定で検討稿が書かれた結果、父娘の設定が採用された。長谷川は、中年男性よりも若者が飛び回る方が勢いがあるのではと考えていたが、宇崎が起用されたことによって肯定的に考えられるようになったことを述べている。

## 登場兵器

### 架空
防衛海軍巡洋艦あいづ
防衛海軍所属の最新鋭汎用巡洋艦。
劇中では戦闘指揮所の様子も描写されており、イージスシステムの中核たるAN/SPY-1フェーズドアレイレーダーの意匠も備わる。一方、VLSを持っていないため、各種誘導弾は通称アスロックランチャーとも呼ばれるMk112八連装発射機（Mk 16 GMLS）に混載される。SH-60 シーホークなどのヘリコプターだけでなく、特殊潜航艇「さつま」も3隻搭載できる。
同型艦も存在しており、劇中では「あこう」 (DDH-148) が登場している。立花准将がゴジラ迎撃作戦の陣頭指揮をとるために乗り込んだ「あいづ」は、横浜沖で防衛陸軍部隊ならびに怪獣との対ゴジラ共闘の旗艦となる。だが、「あこう」はゴジラに放射熱線で爆破され、「あいづ」も被弾する。
- 本艦が巡洋艦であることは劇中テロップでも明示されているが、劇場パンフレットでは汎用駆逐艦と書かれており、艦種記号も「DDH-147」となっている。

制作
命名は監督の金子修介によるもので、会津藩に由来する。薩摩藩に由来する「さつま」と合わせ「いがみ合っている者同士が力を合わせる」ことに掛けている。
デザインは美術の清水剛が担当。現実のイージス艦とは異なり、艦橋部がせり上がった形状になっているが、画面上の迫力を出すために長門型戦艦や空母エンタープライズの艦橋を参考にしている。
造形物は、1/35と1/57スケールのものが作られた。前者は全長約5メートルにおよぶ。ミニチュアの制作はシードが担当した。初登場シーンでは、オープンセットでブルーバック撮影されたミニチュアモデルをCGの海面に合成している。船上のワイヤーが細かすぎて合成で処理しきれず、マスト部分をCGで作り直している。金子は、無理を通して「あいづ」のCGをやってもらったが、当時のクオリティでは水の表現がいまいちであり、後年のインタビューでもやり直したいと語っている。
本編では、CICのセットが制作された。清水は、イージス艦のCICを制作するのは日本映画で初めてであるため本作品で一番やりたかったものであると述べている。コンソール系は、防衛軍司令室のセットと共用している。
『ゴジラ×モスラ×メカゴジラ 東京SOS』には、巡洋艦「あいづ」のプロップ（撮影用のミニチュア）を改装した海上自衛隊所属の護衛艦DD-147「あいづ」が登場する。ミニチュアは、2022年の時点で現存が確認されている。

特殊潜航艇さつま
防衛海軍所属の潜航艇。原子力潜水艦の沈没事故での作業を想定して開発されたため、放射能遮蔽機能を有している。巡洋艦「あいづ」やむらさめ型DDなどの艦艇に搭載可能。また、操舵室にはサーモグラフィーを備えている。
必要に応じてMk17魚雷または推進式削岩弾D-03を一発のみ搭載可能。
制作
デザインは清水剛が担当。金子は、ソユーズ宇宙船やボストークなど社会主義圏の兵器のような丸みのあるデザインをイメージした。清水は、『ゴジラ2000 ミレニアム』でしんかい6500のセットを手掛けた経験から、実際に水圧に耐えられるような球状のデザインとしている。また、本編で喫水線上部の実物大造形物を制作するため、上下で分かれた形状としている。
造型はアップアートが担当。造型物は1/1、1/10、1/33サイズが作られた。そのほか、東京現像所による3DCGでも描写された。ミニチュアは、いずれも同スケールのD-03を着脱可能となっている。
全長6メートルの1/1サイズは、ボディがFRP製で、内部に鉄骨を仕込んでいるものの軽量化に務め500キログラム程度となっている。ハッチは、別作品で造形されたものを流用している。撮影は東宝撮影所のプールで行われ、クレーンで搬入された。金子は実際の海で撮影することを要望していたが、そのためには本物と同程度の強度で作らなければ波に耐えられないため実現には至らなかった。立花役の宇崎によれば、ハッチの中は狭い箱になっており、中で縮こまって待機していなければならなかったため、ハッチから出てくるシーンは実際に開放感を得ていたと述べている。
操縦席のセットは、下部が球状になっており、両端についた木の棒をスタッフが動かすことでセット全体が揺れ、水中での動きを表現している。通常、2人乗りの船舶は横に並んで操縦する形だが、終盤では立花が1人で出撃することを考慮し、操縦者が前後に並ぶ構造となった。
ミニチュアは、1/10スケールのみ2022年の時点で現存が確認されている。

自走式ミサイル発射砲 大鵬（）
8輪の装輪式自走式ミサイルランチャーで、所属は防衛陸軍。推進式削岩弾D-03発射用ランチャー車で、2基のD-03を装備している。
劇中では妙高山で発生したトンネル崩落事故（引き起こしたのはバラゴン）の救助活動に参加したほか、横浜に来襲したゴジラを防衛海軍と共に迎え撃っている。
- デザインは高橋勲が手掛けた。デザインはBM-30がベースになっている。
- 造型はビーグルが担当。プロップは8分の1と25分の1の2種類が制作された。撮影で爆破されるため、アクリルなどは使わず木材ボードが主な素材となっており、破壊しやすさを考慮している。大サイズのタイヤは市販のものが使用できなかったため、ゴム系のウレタン樹脂を注型している。ミニチュアはいずれも撮影で破壊されたが、後年に1/25スケール2両の破片を用いた復元モデルが美術助手の杦山弘平によって制作された。

推進式削岩弾D-03
防衛軍が開発した特殊削岩弾。ミサイルの先端に装着して発射され、命中前に推進起動部と装甲が分離。標的に命中した後、高速回転するドリルによって標的の内部に進行し、破壊する。大鵬のほか、対艦ミサイルや「さつま」にも搭載可能な利便性の高い兵器である。全長256センチメートル。
大田切トンネル事故現場での救出作業で使用された後、横浜での対ゴジラ戦で実戦導入された。「あいづ」や「あこう」、大鵬が発射したものはゴジラに多数命中したものの、分厚い外皮を貫通できず無力化された。キングギドラの攻撃で負傷したゴジラの傷口を追撃すべく、立花と広瀬が搭乗する「さつま」が搭載して出撃する。広瀬が発射した一発は盾にされたキングギドラを誤射する結果に終わるが、立花がゴジラの体内へ突入して発射した最後の一発は体内から肩の傷口を貫通し、ゴジラに致命傷を与えることに成功した。
- デザインは清水剛による。先端部はトンネル工事などで用いられる削岩機を参考にしており、後部は本体を回転させるために推進機を斜めに設けている。
- 造形物は、1/10と1/33.3サイズの2種類が制作されたほか、実寸大のものとさらに一回り大きいアップ用も存在する。ミサイルでの発射・展開シーンは、CGで描写された。CGモデルはマリンポスト、アニメーションは日本映像クリエイティブがそれぞれ担当した。
- 検討稿では、立花が対ゴジラ用に開発した兵器という設定であった。

F-7J
防衛空軍の戦闘機で、厚木基地から緊急発進して丹沢山中でゴジラに誘導弾で攻撃するもまったく効果が無く、全機が撃墜された。
搭載していた誘導弾は、アメリカ製のレーザー誘導爆弾ペイブウェイ。
- デザインは、清水によって架空の戦闘機としてデザインされていたが、神谷の要望によってロシア製の艦上戦闘機Su-27がモデルとなり、配色は航空自衛隊のF-15J要撃戦闘機と同じ制空迷彩色としている。
- 造形物はなく、CGで描写された。CG制作はモーターライズが担当した。破壊された残骸は、ビーグルによってFRP製のものが制作された。
- 特殊技術の神谷誠によれば、絵コンテでは出番が長く設けられていたが、全体のバランスを考慮して短いシーンとなった。

### 実在
防衛軍
- 73式中型トラック
- 73式大型トラック
- 業務トラック
- 73式小型トラック
- 1/4tトラック
- 業務車4号
- 61式戦車
- 74式戦車
- 90式戦車
- M2ブラッドレー歩兵戦闘車
- 82式指揮通信車
- 87式対戦車誘導弾
- 88式地対艦誘導弾
- はるしお型潜水艦「わかしお」（名称のみ）
- UH-60汎用ヘリコプター
- SH-60B哨戒ヘリコプター
- M16A2自動小銃

警察
- ニューナンブM60回転式拳銃

アメリカ軍
- オハイオ級原子力潜水艦

民間
- ベル205 B
- 富士急行線
- 漁船 法生丸

## 設定
護国聖獣
古代王朝の時代には狛犬や鳳凰、ヤマタノオロチの伝説の基になった3頭の怪獣、バラゴン（婆羅護吽）、モスラ（最珠羅）、ギドラ（魏怒羅）が存在した。彼らは退治された後、その霊を慰めるために神としてまつられると同時に、それぞれ妙高山・池田湖・富士樹海へ封印され、「護国聖獣」と呼ばれるようになった。同胞を殺した敵を神と崇める日本独特の風習は、大和朝廷にも引き継がれた。
聖獣を封印した「聖地」には石像が設置されており、劇中では石像に危害が加わった直後に聖獣たちが目覚めたが、石像が封印の役割を担っていたのかは不明である。由里と武田は、富士樹海で拾ったこの石像の破片が倭人たちの霊魂を封じ込めたもので、「くに」をゴジラから守る際に霊魂を開放し、聖獣に乗り移らせて対抗させようとしたと推測する。しかし、聖獣たちが守るのはあくまで山や川といった大自然を含んだ「くに」であるため、それらを荒らす者は人間でも容赦なく抹殺する。
伊佐山はこれらの伝説を独自に研究してまとめ上げ、『護国聖獣伝記』として出版している。
- 検討稿ではヤマト聖獣という名称で、大音響によって目覚めるという設定になっており、青木ヶ原樹海では自殺志願の男ではなくカルト集団が登場していた。

BS・デジタルQ
由里たちが勤務する新参のBS放送局。スローガンは「Q〜ッと絞りたて!!デジタルQ」。超能力や宇宙人などをとりあげる、やらせの低俗なオカルト番組ばかり放送していると、放送局に対する世間からの評判はよくない。しかし物語後半では、『ヒバゴンの謎』という番組を急遽中止してゴジラの生中継番組を放送し、多くの人々の注目を集める。
- ロケは赤坂にある企業のオフィスで行われた。社員役のエキストラには、助監督や合成スタッフなどが参加している。

防衛軍

## キャスト
- 立花由里[出典 35]：新山千春
- 武田光秋[出典 36]：小林正寛
- 門倉春樹[出典 37]：佐野史郎
- 江森久美[出典 38]：南果歩
- 三雲勝将[出典 39]：大和田伸也
- 日野垣真人[出典 40]：村井国夫
- 広瀬裕[出典 41]：渡辺裕之
- 丸尾淳[出典 42]：仁科貴
- 小早川時彦[出典 43]（小早川[108]）：葛山信吾
- 宮下[出典 44]：布川敏和
- 崎田[出典 45]：中原丈雄
- 伊佐山嘉利[出典 46]：天本英世
- 自殺志願の男[102][103]（自殺志願男[108]、自殺志願者[113]）：螢雪次朗[注釈 27]
- 和泉村の村長[102][103]（村長[108]）：上田耕一
- ウェッブ担当の警官[出典 47][注釈 28]：松尾貴史[注釈 27]
- 男C[116][注釈 29]：近藤芳正
- 女C[116][注釈 29]：奥貫薫
- トラック運転手[102][103]（運転手[108]、トラックドライバー[119]）：河原さぶ
- 小用の男[102][108][注釈 30]：温水洋一
- 暴走族隊長[出典 48]（暴走族ヘッド[121]）：木下ほうか
- BSデジタルQディレクター[出典 49]（ディレクター[108]）：モロ師岡
- 防衛軍将校[出典 50]（将校[108]）：石田太郎
- 報道ヘリのディレクター[出典 51]（報道ヘリディレクター[108]）：徳井優
- テレビプロデューサー[出典 52]（プロデューサー[108]）：山寺宏一
- ロープウェイの女[103][注釈 31]：佐伯日菜子
- 助役[出典 53]（和泉村の助役[129]）：山崎一
- 杉野[出典 54][注釈 32]：杉山彩子
- 震える運転手[102][108][注釈 33]：笹野高史
- 中国系の住民[116][117]（中華街の住民[110]、中華街の若者[114]）：チューヤン
- モスラを見上げる姉妹[出典 55]（見上げる姉妹[108]）[注釈 34]：前田亜季、前田愛[注釈 27]
- 田舎のホステス風[128][134][注釈 35]：種子
- 講義を聞く防衛軍兵士B[136]（兵士B[108]、立花の講義を聞く兵士[137]）：水橋研二
- おばさん[134][108][注釈 36]：水木薫
- ケバ女[出典 56][注釈 37]：鴻口可南
- 本巣警察署の囚人1[136]（囚人1[108]）：玄海竜二
- 焼津の釣り人A[136][140]（釣り人A[108]）：村松利史
- 焼津の若い漁師[136]（若い漁師[108]）[注釈 38]：加瀬亮
- 長野気象台観測員[出典 57]（観測員[108]）：金子奈々子[注釈 39]
- 中華街の若者[114]（中華街の女[143]）[注釈 40]：峯村リエ
- お天気お姉さん[128][134]（テレビ神奈川アナウンサー[144]）：森麻緒
- 池田湖のリポーター[136][145]（リポーター[108]）：野中美里
- 病院内の特別番組のアナウンサー[146]：竹内朱美
- カーナビのアナウンサー[136]（カーナビのアナ[108]｝[注釈 41]：細野俊晴
- 講義を聞く防衛軍兵士A[136]（兵士A[108]、立花の講義を聞く兵士[148]）：本田大輔
- ラーメン屋内のテレビアナウンサー[136]（アナウンサー[108]）：田辺稔
- 管制官[117][108][注釈 42]：真由子
- 防衛軍参謀[146]（参謀[108]）[注釈 43]：坂田雅彦
- 防衛軍通信兵C[136]（通信兵C[108]、情報管理部の通信士[151]）：小松みゆき
- 臨時ニュースのキャスター[136]（アナウンサー[108]、ニュース速報アナウンサー[152]）：笠井信輔
- ヒロキ（池田湖の大学生）[153][114]（若者A[108]）：塚本高史
- 囚人2[108]（本栖署の囚人[154]）：松田章
- 通信兵D[108][注釈 44]：菅野美寿紀
- アベック男[108]（ロープウェイの男[114]）：翁華栄
- 民宿「鯨見」の女将[156][114]：鈴木ひろみ
- 隊長[108]（新潟配備の防衛軍隊長[157]、大田切トンネルの防衛軍隊長[114]）：大久保運
- 青木刑事[108]（青木[158]）：山田幸伸
- 民宿の女A[108]（民宿鯨見の女[159]、民宿「鯨見」の宿泊客[114]）：竹村愛美
- 本栖警察署の警官[160][114]（警官[108]）：野口雅弘
- 士官A[108]（防衛軍士官A[114]）[注釈 45]：佐藤二朗
- 北見誠
- 報道ヘリのカメラマン[162][114]（報道ヘリカメラマン[108]）：西岡竜一朗
- 受付兵[108]：野崎数馬
- 池田湖警官[108]（池田湖の警官[114]）：北原万誠
- 山崎岳大
- 焼津の釣り人B[163][114]（釣り人B[108]）：一本気伸吾
- 焼津のスーパーの店員[164][114]（スーパーの店員[108]）：山本東
- 高杉新兵衛
- 若者B[108]（池田湖の大学生[114]）：小山雅也
- 池田湖の大学生[165][114]（若者C[108]）：山口翔吾
- 民宿の男B[108]：西島正和
- 哨戒ヘリパイロット[108]：遠藤直哉
- 5才の立花[128]（幼少期の立花泰三[166]）：春山幹介
- 男の子[108]（病院の少年[167]、入生田中央病院の少年[114]）：池田恭祐
- 兵士C[108]：豊下智大
- 民宿の男A[108]：水野克泰
- 通信兵A[108]：澤山雄次
- あいづ通信兵A[108]：白井俊史
- 通信兵B[108][注釈 46]：天間信紘
- 実践部隊通信兵[108]：法福法彦
- 山本修
- 防衛軍隊員[114][168]（隊員B[108]）：山内健嗣
- 赤堀二英
- 防衛軍隊員[152][114]（隊員A[108]）：飯尾英樹
- 国枝量平
- 高松克弥
- 若者D：杉原明[108]
- バラゴン[要出典]：佐々木俊宜
- 小学校の先生[出典 59]（学校の先生[108]）：かとうかずこ
- F-7Jパイロット[出典 60]：村田雄浩
- 横浜守備隊部隊長[112]（部隊長[108]、横浜・部隊隊長[152]）[注釈 47]：角田信朗
- 民宿の女B[出典 61][注釈 48]：篠原ともえ
- 老店主[出典 62]（自転車店店主[123]）：高橋昌也
- 官房長官[出典 63]：津川雅彦
- 初老の漁師[102][108]（漁師[170]、焼津港の初老漁師[114]）：中村嘉葎雄
- 立花泰三[出典 64]：宇崎竜童

### スーツアクター
クレジット表記は特殊技術扱い。
- ゴジラ[116][172] / モスラを見上げる姉妹の後ろの男[117][注釈 49]：吉田瑞穂
- キングギドラ[116][151] / 焼津漁協の事務員[134][33]（焼津港の漁協職員[151]）：大橋明
- バラゴン[116] / 焼津漁協の事務員[134][33]：太田理愛

### ノンクレジット
- 防衛軍将校：川北紘一[出典 65]、手塚昌明[出典 66][注釈 50]
- 防衛軍隊員：清水俊文[97]
- アナウンサー[102][103]：佐藤陽子（鹿児島テレビ放送）[注釈 51]

## スタッフ
- 監督：金子修介
- 脚本：長谷川圭一、横谷昌宏、金子修介
- 撮影：岸本正広
- 美術：清水剛
- 録音：斉藤禎一
- 効果：佐々木英世、伊藤進一、柴崎憲治
- 照明：粟木原毅
- 編集：冨田功
- 助監督：村上秀晃、熊澤誓人、清水俊文、會田望
- 製作担当者：前田光治、川田尚広、金澤清美
- 音楽：大谷幸
- ゴジラテーマ曲、怪獣大戦争マーチ：伊福部昭
- スタントコーディネーター：阿部光男
- アソシエイトプロデューサー：鈴木律子
- 特殊技術
  - 特殊技術：神谷誠
  - 撮影：村川聡
  - 美術：三池敏夫
  - 照明：斉藤薫
  - 特殊効果：久米攻
  - 造型：品田冬樹
  - 操演：根岸泉
  - 助監督：菊地雄一、岡元洋、吉田至次、田口清隆
- 視覚効果
  - ビジュアルエフェクト：松本肇
  - 視覚効果プロデュース：小川利弘
- ロケ協力：東京ロケーションボックス、横浜フィルムコミッション、指宿市商工観光課、航空宇宙技術研究所、都留市教育委員会　ほか
- 制作協力：東宝映像美術、東宝サウンドスタジオ、東宝ミュージック、東京現像所、東宝スタジオ、東宝コスチューム、光映新社
- プロデューサー：本間英行
- 製作：富山省吾

## 製作

### 企画の変遷
監督の金子修介は、以前よりゴジラ映画の監督への登用を東宝プロデューサーの富山省吾へ打診しており、従来のシリーズではプロデューサー主導で準備稿が完成してから監督が起用されていたが、本作品での金子は企画段階から参加している。スタッフの人選も金子に委ねられており、平成ガメラ3部作やその他の金子作品に携わっていた人物が多い。金子へのオファーは、金子が東宝映画で監督を務めた映画『クロスファイア』（2000年）の完成直後に行われた。
金子は、平成ガメラシリーズを手掛けたことでゴジラとガメラのキャラクター性の違いをはっきり感じたといい、本作品では同シリーズのようなSF要素にはこだわらず、「怪獣映画」であることを重視している。本作品でのゴジラは、初代ゴジラのような人間の味方ではない凶暴凶悪な存在とすることを意図しており、「戦争の影」を背負った存在として位置づけている。人間側のドラマとしては、互いの仕事をリスペクトし離れても気持ちが通じている父娘の関係性を中心としており、最前線で働く人々の様も強調している。金子は、平和な日常の中で懸命に生きる若い世代が、いきなり戦争の影に脅かされる恐怖を意図したことを語っている。
金子による最初の案では、対戦相手は自身の息子が好きなキャラクターであるカマキラスであったが、前作『ゴジラ×メガギラス G消滅作戦』で同じく昆虫モチーフであるメガギラスが登場していたことから実現には至らなかった。続く案では、宇宙線を浴びた宇宙飛行士が怪獣化するというもので、怪獣化した父と娘の交流が主軸となっていたが、悲劇にしかなりえず正月映画にふさわしくないとの判断から、3大怪獣を登場させるものへ改められた。金子によれば、本作品のコンセプトは『三大怪獣 地球最大の決戦』におけるキングギドラのポジションをゴジラに置き換えたものである。
当初、護国聖獣はバラゴンとアンギラス、バランだったが、前作『×メガギラス』が興行的に苦戦し、有名な怪獣を出すことによる集客効果を狙った営業上の理由で、最終的にバランがモスラに、アンギラスがキングギドラにそれぞれ変更となった。本間によれば、本作品の企画は2000年中頃から始まっていたが、『ミレニアム』の興行成績が今ひとつであったため、製作のGOサインは『×メガギラス』初日の結果次第であったといい、実際に制作されるかどうかは半信半疑であったという。金子によれば、東宝側は新作を中止する方が良いという方向性であったといい、富山が本作品の企画が進んでいることを理由に制作の継続を希望し、条件として怪獣の変更が提示されたと証言している。富山は、この時点では本作品がシリーズ最終作になる予定であったため、オールスター作品にしようという東宝サイドの意図もあったと述べている。かなり制作準備が進行した段階での変更だったため、ムックなどにおけるスタッフインタビューでは、「完成した作品に思い入れはあるが、当初の予定のままやりたかった」という発言が散見される。一方で、後年のインタビューで金子は、結果的にモスラとキングギドラを登場させたことで画面が華やかになり、シリーズを継続することもできたのでベストな選択であったとも述べている。
防衛軍の設定は、武器の保有を認められている組織とすることで、対ゴジラへの出動をスムーズに描写することを意図している。また、自衛隊ではなく防衛軍が設定されたことで、金子は自身が監督した平成ガメラシリーズのようなリアルな作風ではなく、正月映画としてのお祭り要素を重視したと述べている。プロットでは、国自体を「日本民主共和国」という架空の世界観とする案も書かれていた。長谷川は、世界観については金子による裏設定に基づいて描いたと述べている。
3大怪獣のプロット第2稿では、海底軍艦轟天の登場も予定されていたが、富山が3大怪獣に加え防衛軍との戦いも大々的に描くと収集がつかなくなることを危惧し規模を縮小することとなり、脚本を担当した横谷昌宏がゴジラの口の中に入って倒すことを提案し、特殊潜航艇「さつま」と推進式削岩弾D-03という形に改められた。
アメリカ版『GODZILLA』（1998年）への言及は最初期プロットから存在していた。金子によれば、同作品が不人気だと聞いて思いついたギャグであるというが、結果として世界中に怪獣が存在しておりその対策が必要であるという設定を補強するとともに、複数の怪獣が登場することにも説得力を持たせている。一方、別のインタビューでは、ギャグとして意図したものではなく、最初から他の怪獣も存在する世界観であることを保証するものであったと述べている。
初期案では、ゴジラが山中のトンネルから出てきた新幹線を破壊するという描写が存在したが、ミニチュアもロケも困難が生じるため断念された。脚本検討稿では、民宿のシーンで『ゴジラ対ヘドラ』をオマージュした麻雀の描写があった。
金子は幼少期からモスラに思い入れがあり、本作品で爆散したことや小美人を出せなかったことなどが心残りであったと述べている。
東宝側からは、池田湖での犬をいじめるシーンについて残酷な描写はやめるよう意見が出ていたが、金子はこれに応じなかった。金子や長谷川は、このシーンも含め悪行を働いた人間には罰が当たるという描写を入れることで、平和ボケした日本人に対する警鐘の意味を込めていた。
『とっとこハム太郎』との併映は、本作品の製作中に『ハム太郎』の映画化が決定し、「巨大な怪獣ゴジラと、小さなハム太郎のカップリングならなかなか面白いのではないか」ということで決定された。併映は興行不振対策によるものであったともされる。本間は両者の客層が異なることを憂慮していたが、東宝側はそれも計算済みの考えであったとものと推測している。金子は、『ゴジラ』（1984年版）以降1本立てが続いていたため併映作品がつくことに抵抗を感じたものの、興行が不安視されていることを察したといい、登場怪獣の変更に比べれば衝撃は低かったと述べている。

### 制作体制
脚本を手掛けた横谷昌宏やプロデューサーの本間英行は『クロスファイア』から引き続き参加した。富山は、本間の起用について東宝映画企画部に来た人間には特撮映画を知る機会を与えたかったと述べており、金子と関わりが出来ていたので絶好のタイミングであったと述べている。当時の東宝映画では会社を代表するプロデューサーが「製作」名義となるため、「プロデューサー」の肩書はその補佐的な役割を意味していた。
脚本の長谷川圭一は、平成ガメラシリーズで装飾スタッフとして参加したのち脚本家に転向しており、金子からの推薦で起用された。
特撮班は、平成ガメラシリーズのスタッフが中心となっており、特殊技術は両シリーズの経験がある神谷誠が起用された。神谷は、『ガメラ3 邪神覚醒』のメイキングビデオ『GAMERA1999』で内容についてトラブルになっていたことは気にしていたといい、東宝プロデューサーの富山省吾からは、神谷は特撮パートの撮影担当であって監督ではないという旨を告げられていた。
一方、本編班は、東宝からの要望で東宝との契約者が中心となっており、助監督陣も『クロスファイア』から引き続きの参加となった。
従来の作品では、兵器類などのデザインは専任の担当者が起用されていたが、本作品では美術の清水剛がこれらのデザインも手掛け、作品全体のビジュアル統括を行った。
特撮B班として、手塚昌明、菊地雄一、江口憲一らがノンクレジットで参加している。また、クレジットされていないが、平成ガメラシリーズで特技監督を務めた樋口真嗣も特撮画コンテを手掛けている。
ポストプロダクションは、従来の小川利弘に替わり、平成ガメラシリーズや『クロスファイア』に参加した松本肇が中心となった。ポストプロダクション各社を監督らスタッフが回るというロスを削減するため、松本は東宝撮影所内に各社の担当者が集まり1つの部屋でチェックする「チェックルーム」制度を立ち上げた。また、合成のカット総数を減らす代わりにワンカットごとのクオリティを上げることに注力し、全国公開前に上映される東京国際映画祭の時点で未完成のカットを1桁にまで引き下げた。

### 配役
主演の新山千春は、ゴジラ映画ヒロインとしては最年少であった。立花泰三役の宇崎竜童は、軍人らしくない人物として起用された。
伊佐山嘉利役の天本英世は、金子が脚本段階から配役を想定していた。
本作品では、ワンシーンだけ登場する知名度のある俳優・タレントが多いのも特徴である。金子によれば、自らゴジラへの出演を希望する人物が多く、贅沢な使い方ができたと述べている。また、拘束時間が短かったため、皆楽しんで演じていたという。官房長官役の津川雅彦もその1人であり、さらに当時津川と同じ事務所であった前田愛・前田亜季姉妹や笹野高史らも出演が叶うこととなった。部隊長役の角田信朗は、バラエティ番組『笑っていいとも!』のコーナー「テレフォンショッキング」へゲスト出演した際にゴジラへの想いを語ったところ、それを観ていた東宝の製作サイドからオファーがあったという。民宿の女役の篠原ともえは、当時宇崎と音楽ユニット「篠龍」を組んでおり、宇崎からの誘いで本作品に出演した。

### 撮影
撮影スケジュールの切迫によるポストプロダクションへの負担を軽減するため、ビジュアルエフェクトの松本肇による提案で合成カット数を300カットに納めることが目指された。これは近年のゴジラシリーズでは大幅に少なく、その分だけ内容を濃いものとしているが、現場でイレギュラーなカットが増えて最終的には340カット程度となった。
本編班は2001年5月11日にクランクインした。ただし、5月8日には池田湖の実景ロケで大規模なエキストラ撮影も行われている。クランクアップは7月26日。
序盤で由里らが妙高山の麓で取材を行うシーンは、JR鳥沢駅付近で5月26日に撮影された。池田湖畔で犬をいじめる若者たちのシーンは、西湖で6月6日に撮影された。大田切トンネルは、相模原市の青山トンネルにて撮影している。
民宿がゴジラに破壊されるシーンでは、窓の内側を本編で撮影し、特撮班で撮影したミニチュアに合成するという手法をとっている。合成用のセットは窓枠部分のみ制作された。第8ステージに組まれた民宿の本編セットは、下にスプリングを組んでフォークリフトで持ち上げており、これを落としてゴジラの接近による振動を表現している。振動で跳ねるピンポン玉は、床の下からトンカチで叩いている。50年前の大戸島調査団の写真には、第1作『ゴジラ』のスチールを用いている。民宿の女が、ゴジラに襲われて救出されるも再び襲われ死亡するという顛末は、第1作に登場する大戸島の漁師政治をオマージュしている。民宿の女が救出されるシーンでは、手違いによって放射線防護服の衣裳が用意されておらず、撮影所内の有り物を集めて間に合わせている。
ゴジラが上陸する焼津港は、第五福竜丸の母港であったことから舞台に選ばれた。漁協組合の窓ガラスが割れるシーンは、セットを組んで撮影している。現地での撮影には、エスパルスドリームプラザ、小川漁協などが用いられたが、漁港内部が金子のイメージとは違ったため一部のシーンは沼津魚市場で撮影している。ゴジラが上陸するシーンのロングショットは、かんぽの宿焼津から撮影された。
本栖警察署の撮影は、都留市文化会館で行われた。バラゴンによって生じる建物のヒビは合成ではなく、ベニヤで造形したものを建物に貼り付けている。面会室および留置所部分はセットで撮影された。
キングギドラが封印されている氷穴は、キングギドラのサイズに合わせるとスタジオに入らないため、本編セットと特撮のミニチュアを合成している。本編セットは、壁を移動式とすることで広さを表現しているが、合成を前提としているため床部分は制作していない。自殺志願の男が落ちる穴もセットで撮影された。ミニチュアセットでは、位置確認のため天本や螢らの人形が制作された。ギドラが目覚める際のひび割れは、CGで描写された。
大涌谷駅のシーンは、ミニチュア撮影のほか、現地に瓦礫を持ち込んでの撮影も行われた。箱根ロープウェイは、撮影に好意的に応じたが、ゴンドラから乗客が落ちる描写は行わないよう要望されたという。大涌谷での撮影初日は、100人規模のエキストラを用意していたが、大雨によって中止となった。バラゴンが落下する駐車場のシーンは、現地で撮影したのち、同じエキストラを再招集して東宝スタジオ内でグリーンバック撮影も行い、ミニチュアセットと合成している。
負傷した由里が治療を受けた病院のシーンは、八王子中央病院で撮影された。金子のこだわりにより、負傷者は単に包帯を巻くだけではなく、顔や衣服を汚したり血を滲ませたりするなどしている。
横浜のロケでは、当時空き地であった横浜税関前の土地にオープンセットを組んでいる。ゴジラに吹き飛ばされる防衛軍兵士は、ブルーバックで撮影された。
横浜スカイウォークの展望台は第1ステージにセットが制作され、窓が割れるシーンはテンパーガラスを実際にセットで割って、新山を合成している。清水によれば、現地で撮影するには照明を作業船のクレーンで吊らなければならなかったと述べている。新山は、後ろ向きに落下するのが難しく、自身が高所恐怖症であったことも相まって苦労した旨を語っている。終盤の岸辺は、東宝撮影所のプールに本物と同様にコンクリートで制作したテトラポットを組んでいる。ラストシーンは、習志野市茜浜で撮影された。
立花の回想シーンは、錦糸町にあった精工舎の古い倉庫で撮影しており、道路の舗装を砂で隠している。同シーンに登場する映画『さらばラバウル』のポスターは、東宝宣伝部で保管しているマイクロフィルムから起こしたものである。そのほか、細かな小道具類も昭和20年代のものを再現している。
官房長官の会見シーンは、日本青年館で撮影された。
横浜中華街のシーンは同地での撮影が予定されていたが許可が降りず、鶴見銀座商店街（ベルロードつるみ）で撮影が行われた。同じく鶴見の本町商店街では、由里が自転車で走るシーンも撮影している。渋滞のシーンなどでは、本間の愛車も撮影に用いている。
モスラを見上げる少女のシーンは、八王子駅前ユーロードで撮影された。このシーンのエキストラには、本間が知人を介して若い劇団員を起用している。大型扇風機を用いて突風を表現したが、店頭の衣服が路上に飛散し制作側で買い取っている。

### 特撮
特殊美術の三池敏夫によれば、本作品では予算が減額されたがミニチュアの出物の数は増えており、さらにミニチュアを大きくリアルに作ろうという方向性であったため、予算としては破綻していたと述べている。当初は、ゴジラをvsシリーズと同程度の大きさにしようという案も存在したが、当時のミニチュアは現存しておらず、1/50スケールのミニチュアをすべて新造することは難しかったため、前作までのミニチュアを流用できる1/25スケールとなった。それでも、シーンによっては1/10から1/12スケールの大きいミニチュアが用いられている。ゴジラに踏み潰される孫の手島の民宿のミニチュアは、瓦1枚まで作り込んだものが制作された。また、平成ガメラシリーズと同様にカメラのフレーム範囲内で組まれたミニチュアセットも多い。スタジオでの撮影は、移動ややり取りの手間をなくすために第9スタジオでほとんど行っているが、疑似海底の撮影のみスケジュールの都合によって第2スタジオで行われた。
特撮班は、2001年5月15日に大涌谷のシーンからクランクインした。第9ステージに組まれた大涌谷のミニチュアセットは、当初は実在しない広場のようなところでゴジラとバラゴンを戦わせる予定であったが、ロケハンで実際の土地を訪れた神谷が特徴的な地形を活かそうと考え、背景を山肌で埋めた高低差のある構造となった。1/25スケールでは、スタジオ内で山並みをすべて表現することはできないため、セットにキャスターを設置して移動できるようにし、1カットごとにセットを飾り替えている。予算の都合により、当初の予定から山の数が減っており、発泡スチロールで急増したもので補っている。岩肌から立ち込める白煙は、理髪店用のスチーム器具で発生させている。あおりのカットはオープンセットで撮影された。
横浜のシーンの撮影は、7月11日から8月6日にかけて行われた。横浜は、『ゴジラvsモスラ』でも舞台となったため、本作品では横浜みなとみらい21のミニチュアは制作せず商店街や市街地などが中心となり、後半は海中での戦いとなった。モスラに潰される商店街は、都橋商店街をモデルとしている。ランドマークタワーのミニチュアは、1/100スケールで制作された。撮影監督の村川聡は、リアルな夜の街を表現するため実際に暗い場所は暗くし、怪獣には下からフットライトを当てることで巨大感を表現したが、照明部の理解を得るのは難しかったと述べている。山下埠頭のセットは、1/25スケールで大プールに組まれ、ガントリークレーンは『ゴジラ×メガギラス』のものを流用している。
海中での戦闘シーンは、第1スタジオでの疑似海底で撮影された。浮遊感を出すため怪獣のスーツを人が入ったまま吊っており、セッティングもそのまま行わなければならないため、神谷はスーツアクターや操演部には苦労をかけたと述懐している。海上での戦闘シーンは、大プールで昼間に撮影したものをナイトシーンに加工している。崩壊したベイブリッジは、実景の橋を消してマット画を合成している。
「あいづ」の5メートルサイズのミニチュアの空撮では、当時日本一の高さまで上げられるクレーン「スカイキング」が用いられ、遠隔操作で地上からカメラを操作している。
海中の魚はCGで描写しているが、原潜捜索時はキンメダイ、横浜ではマアジやマイワシなど、場所によって種類を描き分けている。
クランクアップは8月8日の予定であったが、徹夜の作業を経て実際に撮影が終了したのは翌9日正午であった。
平成VSシリーズと平成ガメラシリーズの双方に携わっていた三池は、東宝では予算をかけて人海戦術による短期間で仕上げるという体制であったが、ガメラでは時間をかけてじっくり撮影するという方向性であったと比較している。大涌谷のミニチュアセットでの撮影では、ガメラと同様に1カットごとに飾りかえを行うという手法をとったところ、東宝特美スタッフは撮影開始早々に力尽きてしまったという。また、東宝では絵コンテは画作りの参考程度という扱いであったが、ガメラでは本編・特撮ともコンテ通りであったと証言している。三池は、ガメラ方式は本編と特撮のつながりをしっかりとすることで最大の効果を発揮するが、本作品では準備期間が短かったため、無理があったと述懐している。

### 音楽
音楽は、平成ガメラシリーズも手掛けた大谷幸が担当した。
平成ガメラシリーズでは、管弦楽による壮大な楽曲としていたのに対し、本作品では電子楽器を前面に出している。当初、大谷は武満徹のような日本的な世界観をイメージしていたが、脚本を読んで合わないと感じ、自身がその前に手掛けていた映画『ショコキ!』と同じテクノ調とした。ガメラシリーズとの類似性を指摘されないよう似通ったフレーズは意図的に排除していった。
大谷は、ゴジラと護国聖獣は対立していても想いの根本には共通性があると感じ、各怪獣のテーマの音階をAマイナーで統一し、ゴジラはトロンボーンやコントラバスなどの低音、モスラは女声コーラス、キングギドラは男声コーラスといった性格付けを行っている。3種類の怪獣のテーマに加え、父娘のテーマもあったため、バラゴンはあえてテーマを設けていない。
ゴジラのテーマでは、オーケストラ曲だがあまり複雑にはせず、伊福部昭によるゴジラのテーマのように口ずさめるような楽曲を目指した。大谷は、大涌谷でのゴジラとバラゴンの戦いの映像を観ながら最も合う音楽が自然に出てくるまで作業を繰り返したといい、最終的には5,000種類程度の音色を試作したと述べている。
モスラやキングギドラのテーマでのコーラスは、当時桐朋学園大学の作曲科に通っていた大谷の娘を通じて集められた20人の学生による。大谷は、神話を歌うのには経験を積んだプロよりも新鮮で汚れのない声が合っていたと述べている。モスラのテーマでの歌詞は、大和言葉やアイヌ語をイメージして、脚本の該当部分を逆さに読んだ意味のない言葉としている。
防衛軍のテーマは、ゴジラのテーマ候補として書かれた3曲のうちの1つを流用している。マーチらしさを意図してスネアドラムを取り入れている。
立花父娘のテーマでは、伊福部のゴジラのテーマをオマージュしている。大谷は、初期の打ち合わせで伊福部のオマージュを取り入れることが許可されなかったため、密かに忍ばせていたが、後年のインタビューで公表する前から類似性を指摘されていた。
エンドクレジットでは、伊福部による「ゴジラのテーマ」および「怪獣大戦争マーチ」を使用している。金子は当初からこの定番曲の使用を決めていたと述べている。

## 評価
観客動員数は240万人を記録し、ゴジラミレニアムシリーズ中で最高の動員数となった。興行収入は27億1,000万円（2002年度邦画映画興行収入第3位）を記録した。富山によれば、人気怪獣が登場していたこと、監督が知名度のある金子であったこと、『ハム太郎』の動員に助けられたことなどがヒットした要因として分析され、次作の製作はすぐには決定しなかったと証言している。

### 受賞歴
- 第20回ゴールデングロス賞優秀銀賞[216]

## 映像ソフト化
- VHSは2002年12月21日発売[217]。
- DVDは2002年8月21日発売[62][217]。オーディオコメンタリーは、金子修介、新山千春、村上秀晃[62]。
  - 2005年4月22日発売の「GODZILLA FINAL BOX」に収録されている[218]。
  - 2014年5月14日には「ゴジラ60周年記念版」として期間限定の廉価版が発売[219]。
  - 2016年6月15日、東宝DVD名作セレクション版発売[220]。
- BDは2009年11月20日発売。
  - 2014年6月18日には「ゴジラ60周年記念版」として期間限定の廉価版が発売[221]。

## その他
- 本作品の公開に伴い、当時「ゴジラ」の愛称で親しまれていた松井秀喜が応援メッセージの中で語った「ぜひ来年はゴジラ君と共演したい」[222] という一言により、次作『ゴジラ×メカゴジラ』への出演が決定した[223]。
- テレビ放送は、2002年11月26日にテレビ東京で行われた[217]。テレビサイズ用の編集は金子が手掛けており、テレビ欄などでは「特別編集版」と謳われていた[217]。次作『ゴジラ×メカゴジラ』公開記念に放送されたため、ラストシーンにゴジラの復活を予期させる文字テロップを重ね、『×メカゴジラ』の予告編へとつなげている[217]。ソフト化はされていないが、2016年8月7日にBS日テレ、2019年5月30日にBSテレ東でもこのバージョンが放送された[217]。